# Josef Walter (Politiker, 1893)
Josef Walter (* 13. Januar 1893 in Obergeorgenthal; † 8. August 1966) war ein deutscher Politiker (GB/BHE, GDP).

## Leben
Walter wuchs im Sudetenland auf, er besuchte dort die Bürgerschule und später die Handelsschule. Ab 1920 engagierte er sich in der Gewerkschaft. Von 1927 bis 1933 gehörte er dem Stadtrat von Bodenbach an. Am 1. November 1938 trat er der NSDAP bei (Mitgliedsnummer 6.814.192). In den Jahren 1939 bis 1945 leitete er die Aufbauabteilung Sudetendeutsche Angestelltenkrankenkasse.
Nach dem Krieg ließ er sich in Hessen nieder. Dort wurde er 1948 Vorsitzender des hessischen Landesverbandes der Heimatvertriebenen (er blieb 18 Jahre in dieser Funktion) und war daneben von 1949 bis 1958 stellvertretender Vorsitzender des Bundes der vertriebenen Deutschen. 1950 gehörte er zu den Erst-Unterzeichnern der Charta der deutschen Heimatvertriebenen.
Von 1954 bis zu seinem Tod war Walter Mitglied des Hessischen Landtags. Er gehörte der Fraktion des GB/BHE (1954–61) bzw. der GDP-Fraktion (1961–66) an. Ab Dezember 1962 war er III. Vizepräsident des Landtags.

## Ehrungen
- 1953: Verdienstkreuz (Steckkreuz) der Bundesrepublik Deutschland
- 1963: Großes Verdienstkreuz der Bundesrepublik Deutschland